# Crossley Motors
Pour les articles homonymes, voir Crossley.
Crossley Motors est un constructeur automobile anglais basé à Manchester en Angleterre, de 1904 à 1958.
Crossley Motors produit environ 19 000 voitures de haute qualité entre 1904 et 1938, 5 500 bus entre 1926 et 1958 et 21 000 véhicules utilitaires et militaires entre 1914 et 1945.

## Du caoutchouc aux trolleybus
Crossley Brothers, à l'origine fabricants de machines textiles et usine de traitement du caoutchouc, a commencé la fabrication (sous licence) du moteur à combustion interne Otto, avant 1880. La firme lance la production de voitures en 1903, construisant près de 650 véhicules la première année,.
La société est créée comme filiale des constructeurs de moteurs Crossley Brothers, et devient une société autonome en 1910. L'entreprise est le principal fournisseur de véhicules des forces armées Britanniques durant la Première Guerre mondiale. Elle se reconvertit dans la fabrication des bus dans les années 1920. Avec le réarmement durant les années 1930, la fabrication de voitures est ralentie et complètement arrêtée en 1936.
Au cours de la Seconde Guerre mondiale, l'entreprise se concentre à nouveau sur les véhicules militaires. La production de bus reprend en 1945, mais pas celle des voitures. La direction décide à la fin des années 1940 que l'entreprise est trop petite pour survivre seule et elle est reprise par AEC. La production à l'usine Crossley est finalement arrêtée en 1958.

## Histoire

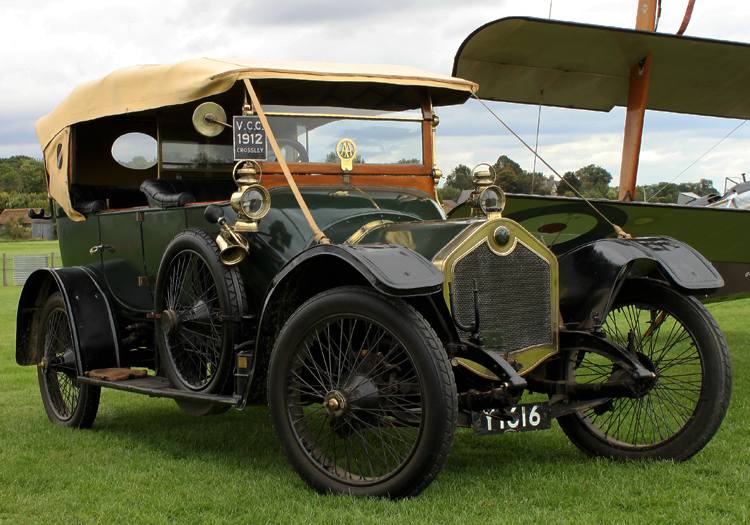
Crossley Modèle 15 (1912) de la collection Shuttleworth.

Crossley Motors Ltd est enregistrée le 11 avril 1906 (et ré-enregistrée avec un autre numéro d'entreprise en 1910), comme fabricant de véhicules à bras de Crossley Brothers.
La première voiture est effectivement construite en 1903, sur un dessin de J. S. Critchley qui a travaillé chez Daimler, et exposée à la Society of Motor Manufacturers' Exposition, au Crystal Palace en février 1904. La société mère, voyant un avenir pour ces nouvelles machines, décide qu'une société distincte est nécessaire.
En 1920, Crossley Motors achète 34 283 actions des 50 000 émises de la société voisine A V Roe – mieux connue sous le nom Avro – soit 68,5%. Crossley reprend la fabrication de voitures, et Avro poursuit la fabrication d'aéronefs de manière autonome. Crossley doit vendre sa participation dans Avro à Armstrong Siddeley en 1928 pour couvrir les pertes subies par la Willys Overland Crossley.
Après la Seconde Guerre mondiale, la direction décide que la société n'était plus assez grande pour prospérer seule et cherche un partenaire. Cela aboutit à une fusion avec Associated Equipment Company (AEC) en 1948. La société mère d'AEC change son nom en Associated Commercial Vehicles Ltd et Crossley en devient une filiale. La production de la gamme de véhicules Crossley se poursuit à l'usine de Stockport jusqu'en 1952, après quoi elle se contente de faire de l'ingénierie de marque des produits AEC, ainsi que des carrosseries de bus, jusqu'à ce que l'usine ferme en 1958, et soit vendue en 1959.
Bien que ne pratiquant plus de négociations, la société n'a jamais été officiellement dissoute. En 1969, le nouveau propriétaire d'AEC, le groupe British Leyland, redémarre l'entreprise avec un nouveau nom – Leyland National – pour reprendre la production de bus sans étage.

## Usines
La production se situe à l'origine dans l'usine des frères Crossley à Openshaw, Manchester, mais est déplacée en 1907, dans un établissement à proximité leur appartenant dans Napier Street, Gorton, Manchester (Napier Street, rebaptisée Crossley Street).
L'augmentation constante de la production de véhicules limite rapidement le site de Gorton, et en 1914, un nouveau site de 48 acres (19,4 hectares) est acheté à Heaton Chapel, Stockport, qui devient l'usine d'Ewood Park.
La construction de la nouvelle usine commence en 1915 et, bien que destinée à soulager la congestion de l'ancien site, elle est rapidement consacrée à la production de guerre. La moitié ouest du site, construite en 1917 et gérée par Crossley Motors, devient l'usine Nationale d'Aéronefs N°2. En 1919, cette usine est rachetée au gouvernement et devient la Willys-Overland Crossley, et est finalement vendue à Fairey Aviation en 1934.
En 1938, le côté oriental devient une autre usine d'avions, cette fois gérée par Fairey. Après la Seconde Guerre mondiale, elle est la dernière maison-mère de Crossley Motors. Le réarmement nécessite plus d'espace, et en 1938, une usine est ouverte à Greencroft Mill, Hyde, à environ 4,82 km à l'est d'Ewood Park.

## Véhicules

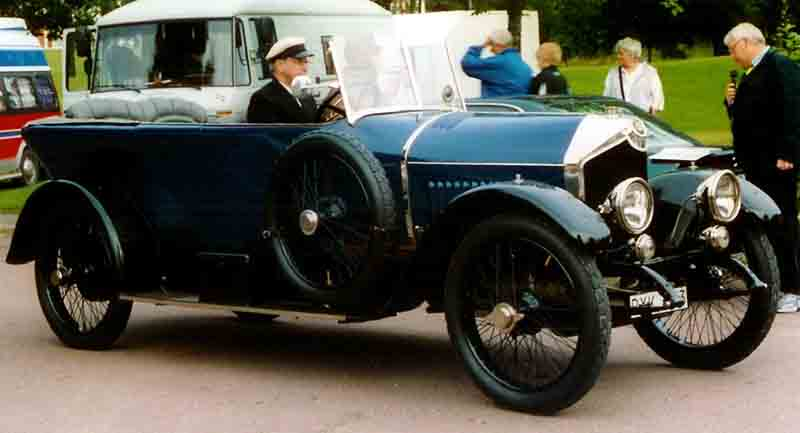
Crossley 9T 25/30 HP Phaeton de 1920.

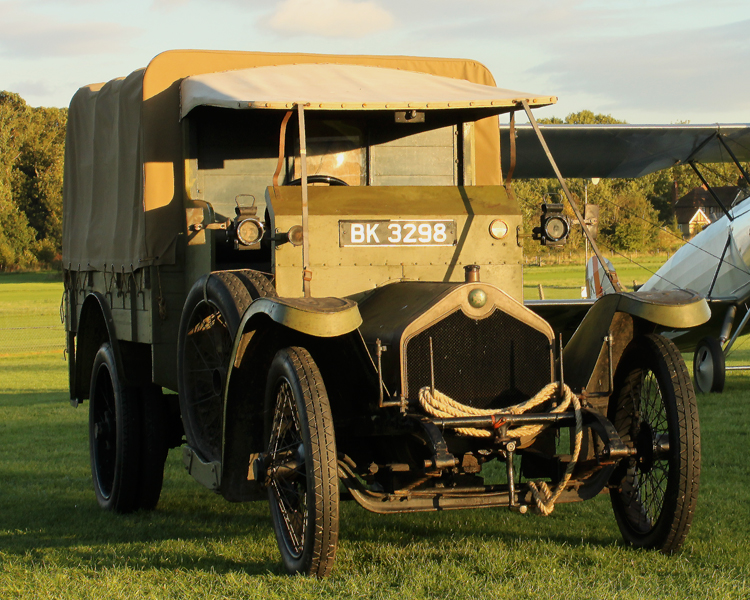
Crossley 20/25 "Tender" (1914), collection Shuttleworth.

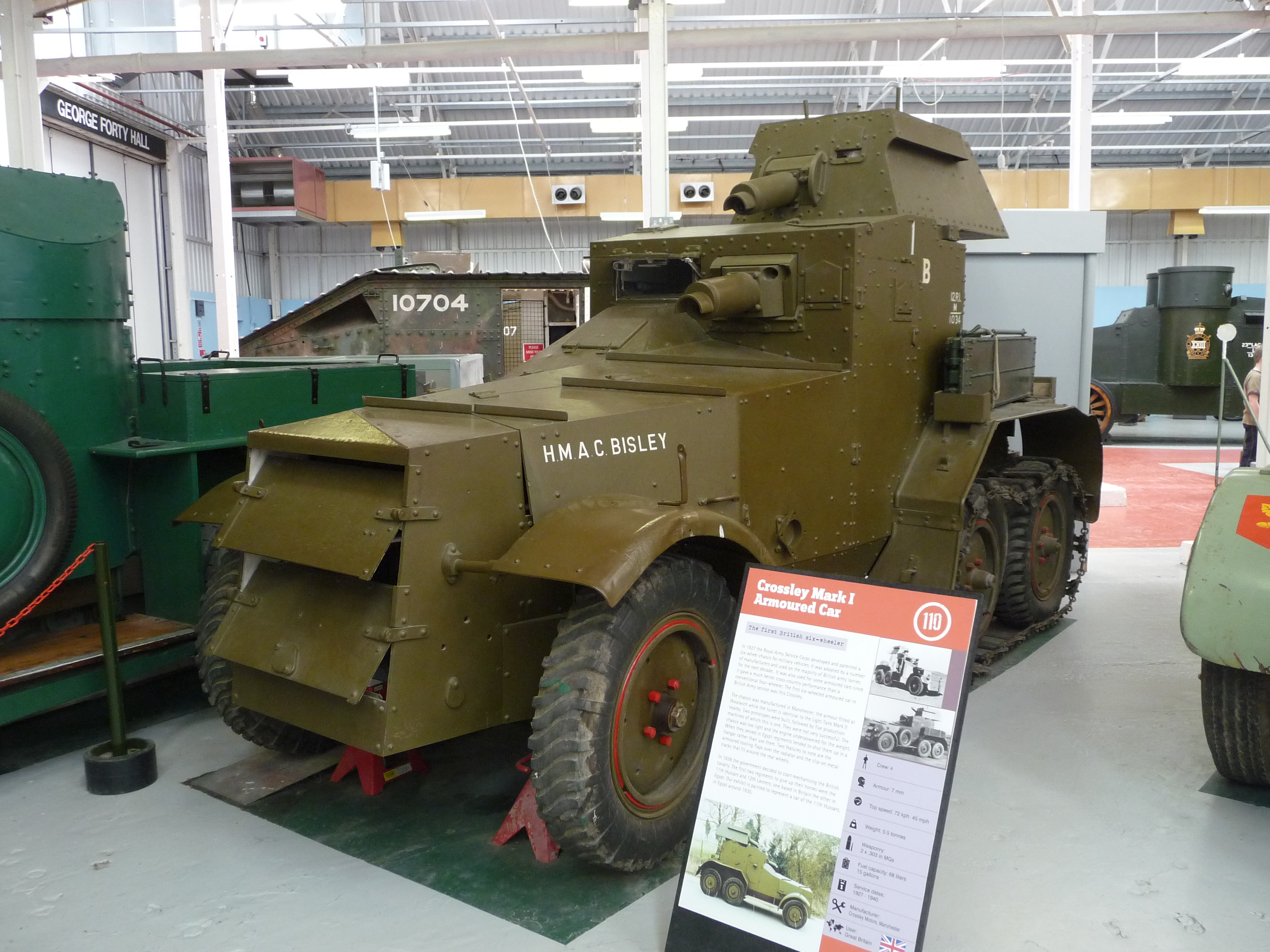
Véhicule blindé Mk I, Bovington Tank Museum.

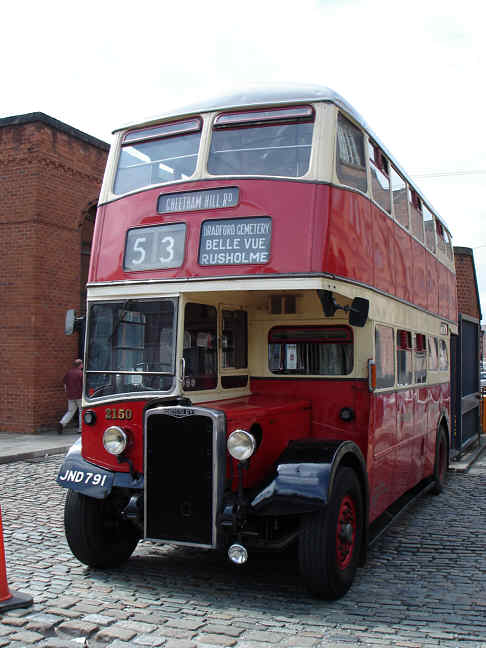
Un bus Crossley DD42 de 1949, ex-Manchester City Transport.

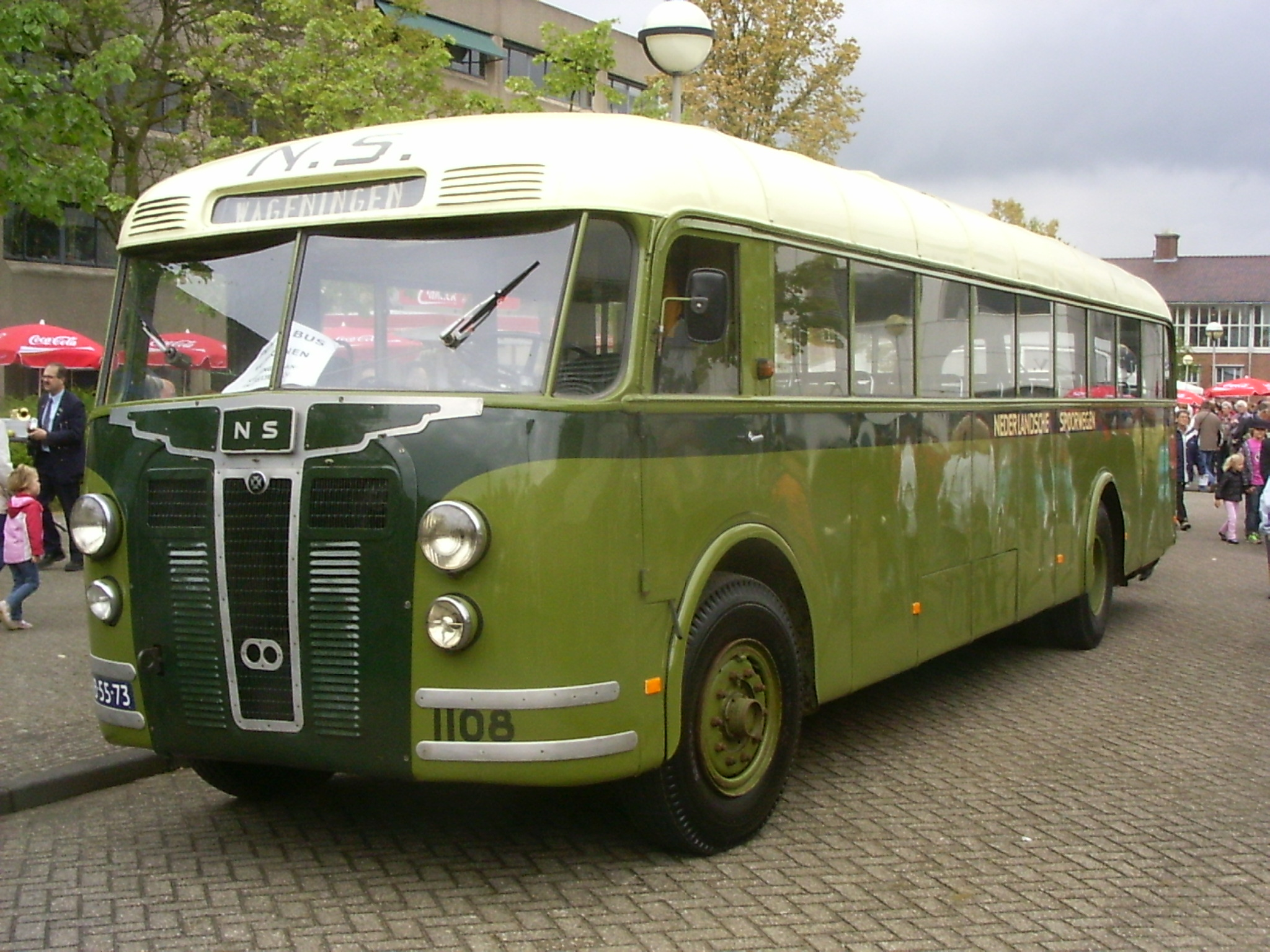
Un bus Crossley SD42/1 préservé avec carrosserie Schelde en aluminium, construit peu de temps après la Seconde Guerre mondiale pour le réseau néerlandais de transport public.

La production des premières voitures se fait à petite échelle, mais à partir de 1909, lorsqu'une nouvelle gamme est introduite, elle grandit rapidement. Cette année, la 20 hp est introduite (plus tard appelée la 20/25), choisie par le ministère de la Guerre qui les commande à partir de 1913 pour le Royal Flying Corps (RFC). Le déclenchement de la Première Guerre mondiale entraîne une expansion rapide de la RFC, et, en 1918, ils ont produit 6 000 exemplaires carrossés en voitures d'état-major, tenders (camions légers) et en ambulances.
Les camions légers "Tender" Crossley 25/30 cv sont utilisés par l'armée britannique en Irlande à partir de 1919, jusqu'à leur retrait en 1922. L'armée irlandaise continue à les utiliser pour le transport des troupes tout au long de la période de la Guerre Civile, mais ils sont endurants et fiables : des 454 fournis à l'origine, seuls 57 étaient encore en service en 1926, et 66 autres en cours de révision ou de réparation. Le modèle 20/25 est le premier véhicule fourni à la Brigade Volante de la London Metropolitan Police en 1920, dont certains équipés de matériel radio.
La production de voitures reprend après la Première Guerre mondiale, et un nouveau modèle, la 19.6, est lancé en 1921 et il est rejoint en 1922 par le plus petit modèle 14 cv de 2,4 litres qui est le plus vendu. La 19.6 est remplacée par la 18/50 de 2,7 litres en 1925 équipée du premier moteur six cylindres Crossley, qui est agrandi en 1927 à 3,2 litres dans la 20.9. Crossley est le premier constructeur à proposer un autoradio d'usine en 1933. Bien que les grosses voitures continuent à être disponibles, une gamme de petits modèles équipés de moteurs Coventry Climax est annoncée en 1931, mais les ventes de voitures diminuent lentement, et les dernières sortent en 1937.
À la fin des années 1920, le marché des voitures faites à la main disparaît peu à peu : la société se spécialise dans le marché des autobus. Elle lance son premier modèle, l'Eagle, un bus sans étage, en 1928. Bien que certaines carrosseries à double pont aient équipé l'Eagle, le Condor lancé dans les années 1930 est le premier châssis conçu pour la carrosserie double pont. Le Condor est aussi disponible avec un moteur diesel, fait par Gardner au début, et est devenu le premier bus britannique à double pont à moteur diesel. Le bus le plus vendu avant-guerre était le Mancunian, livré dès 1933, disponible en simple ou double pont.
En plus des voitures et des autobus, la société fabrique du matériel et des véhicules militaires. Au début, des conversions de modèles de voitures, mais à partir de la BGT1 en 1923, des châssis spécialisés sont produits. Deux camions Crossley basés sur les châssis de la voiture 25/30 sont produits entre 1924 et 1926, les premiers véhicules à rallier Le Cap au Caire par la Court Treatt expedition,.
Une gamme de véhicules lourds, commençant avec l'Atlas de 12 tonnes de charge utile à moteur diesel, fut annoncée, mais seuls quelques exemplaires ont été faits parce que l'usine se concentrait sur les bus et les commandes militaires. À partir de 1936, la production militaire est rapidement associée au réarmement britannique, avec le modèle « IGL », et à partir de 1940 avec le châssis « FWD » à quatre roues motrices, carrossé en tracteur ou en camion. En 1945, plus de 10 000 FWD ont été fabriqués.
Après la Seconde Guerre mondiale, il y a un boom dans l'industrie du bus, car les pertes du temps de guerre doivent être remplacées. Crossley  gagne ce qui est alors la plus grande commande de bus britannique à l'exportation; un contrat avec le gouvernement néerlandais.
À la fin des années 1940, les commandes de bus sont à la baisse. Il devient clair que l'entreprise est trop petite pour continuer comme fabricant indépendant et, en 1948, elle est vendue à l'AEC. Le dernier châssis Crossley est assemblé en 1952, mais la production des carrosseries continue à Ewood Park jusqu'en 1958.

### Voitures produites
- 22 hp 1904-1908
- 40 hp 1905-1910
- 15 hp 1909-1915
- Shelsley sports 1909-1915
- 20/25 1909-1919
- 25/30 1918-1925
- 19.6 hp 1921-1926
- 14 hp et 15/30 1922-1927
- Crossley-Bugatti 1923-1925
- 20/70 sports 1922-1926
- 18/50 1925-1927
- 20.9 hp 1927-1931
- 15.7 hp 1928-1931
- Or 1930-1935
- Argent 1930-1934
- Dix 1931-1934
- Rationaliser 1933
- Berline Sportive 1934-1937
- Regis 1934-1937

### Bus
- Eagle 1928-1930
- Hawk 1929
- Six/Alpha 1930-1931
- Condor 1930-1934
- Mancunian 1933-1940
- TDD4 (Trolleybus) 1935-1942
- TDD6 (Trolleybus) 1935-1942
- DD42 1942-1953
- SD42 1946-1952
- PT42 1946-1949
- TDD42 Empire (Trolleybus) 1948-1951
- TDD64 Dominion (Trolleybus) 1948-1951

### Véhicules militaires

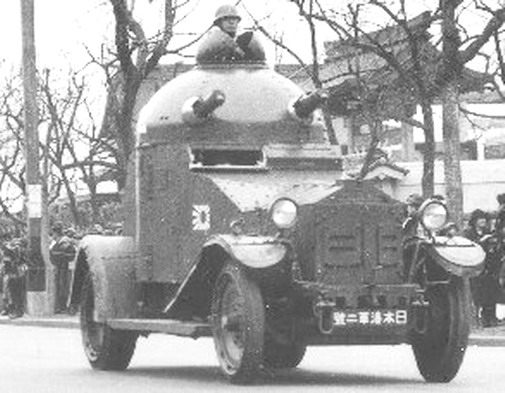
Un véhicule blindé Special Naval Landing Force Vickers Crossley de l'armée japonaise à Shanghai.

- 20/25 1912–1920
- BGT 1923
- IGL 4 roues 1923–1926
- IGL 6 roues 1927–1931
- BGV 1927–1929
- IGA Voiture blindée 1928–1929
- FWD 1940–1945

### Véhicules commerciaux, ou utilitaires
- 15cwt van 1913
- 14 hp van 1925
- 15cwt 1927
- Atlas 1931
- Bêta 1933
- Delta 1931-1937